# Ducati Desmosedici

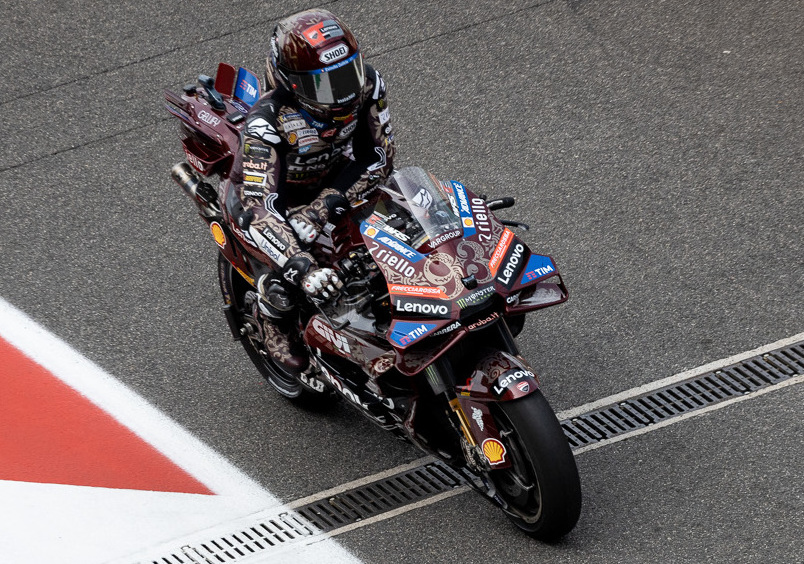
Ducati Desmosedici GP25

De Ducati Desmosedici is een racemotorfiets van de Italiaanse fabrikant Ducati in de MotoGP-klasse van het wereldkampioenschap wegrace. De Desmosedici wordt sinds 2003 ieder seizoen telkens met de aanduiding GP en vervolgens het jaartal voorzien. Zo heet het model voor het seizoen 2012 "Ducati Desmosedici GP12". 
De motorfiets gold als een van de sterkste en snelste in het MotoGP-veld en zette in 2004 tijdens testritten in Barcelona met 347,4 km/h het inofficiële snelheidsrecord. Dit werd pas in 2009 door Dani Pedrosa op een Honda RC212V gebroken. Valentino Rossi heeft in de jaren 2011 en 2012 op deze motor gereden